# 재즈수첩
《Jazz수첩》은 KBS 클래식FM에서 일요일 밤 12시부터 새벽 1시까지 방송 중인 정통 재즈를 전문으로 하는 프로그램이다. 단, 이 프로그램은 모두 전국방송이다.

## 진행자
- 황덕호

재즈칼럼니스트, After Hours 대표, KBS 클래식FM '재즈수첩' 진행
10대때 우연히 손에 쥐게 된 마일즈 데이비스, 지리 러싱 등의 음반을 들으며 재즈음악에 입문한 그는 92년 소니뮤직 근무시절부터 '객석', '음악동아', '스테레오음악' 등에 재즈에 관한 글들을 쓰기 시작하여, 현재도 재즈 영역에서 다양한 활동을 하고 있다. 영화 잡지 '키노'에 재즈칼럼 연재 등 96년부터는 전업필자로 활동하면서 편집음반기획과 재즈에 관련된 다양한 글들을 쓰고 있으며, 저서로는 《그 남자의 재즈일기 1,2》, 역서로는 《빌 에반스- 재즈의 초상(피터 페팅거)》가 있다. 99년부터 KBS 제1FM(현 클래식FM, 93.1MHz)에서 방송되는 '재즈수첩'을 진행하고 있으며 2004년부터 Jazz 음반 전문매장 'After Hours' 대표직을 맡고 있다.('정오의 재즈클럽'의 강사소개글) 세종문화회관에서 주관하는 세종예술아카데미에서 점심시간을 이용한 '정오의 재즈클럽'에서 재즈 강의를 진행하고 있다.